# Castello di Issogne
Das Castello di Issogne (französisch Château d'Issogne) ist eine Burg in der Gemeinde Issogne im Aostatal am orographisch rechten Ufer der Dora Baltea. Es ist ein Herrenhaus der Renaissance und bildet einen Kontrast zum strengen Schloss Verrès gegenüber auf der anderen Seite des Flusses.
Bekannt sind sein Innenhof mit seinem Granatapfelbrunnen und seine bunt bemalte Vorhalle, ein seltenes Beispiel mittelalterlicher, alpiner Malerei, mit ihrem Freskenzyklus von Alltagsszenen mittelalterlichen Lebens.

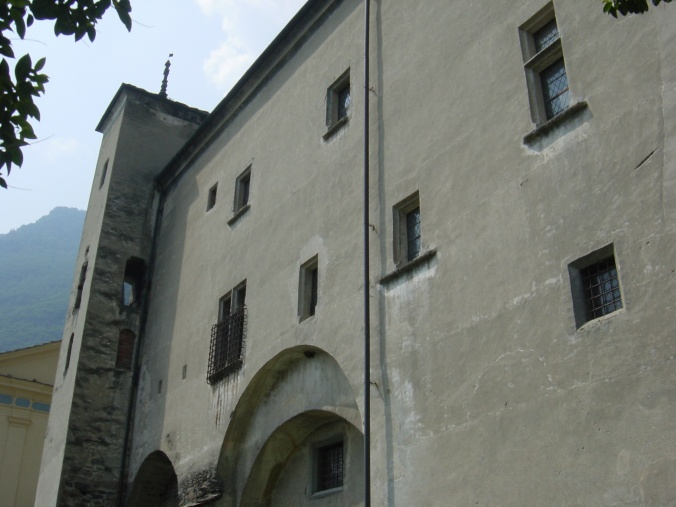
Nordfassade der Burg

## Geschichte

### Ursprünge
Das erste Dokument, in dem die Burg erwähnt wurde, ist eine Bulle von Papst Eugen III. von 1151, die die Existenz eines festen Hauses in Issogne bestätigte, das dem Bischof von Aosta gehörte. Dieses feste Haus muss dem festen Haus Villette in Cogne oder dem Turm Colin in Villeneuve geglichen haben.
Höchstwahrscheinlich gab es an dieser Stelle aber bereits Ende des 1. Jahrhunderts v. Chr. ein römisches Haus ähnlich der römischer Villa der Consolata in Aosta, wie einige Umfassungsmauern zeigen, die man in den Küchen der heutigen Burg gefunden hat.
Die Macht des Bischofs aber stand der Familie De Verrecio, den Herren von Verrès, entgegen und die Spannungen gipfelten um 1333 mit einem Angriff von Seiten des Aymon de Verrès auf das bischöfliche feste Haus, das in Brand gesteckt und ernstlich beschädigt wurde. Issogne blieb bis 1379 Bischofssitz, dann übertrug der Bischof von Aosta die Gerichtsbarkeit der Herrschaft dem damaligen Herrn von Verrès, Yblet de Challant.
Yblet de Challant ließ so Umbauarbeiten an dem bischöflichen festen Haus durchführen, die es in eine komplexe und elegante Wohnstatt im Stile der Spätgotik verwandelten, die aus einer Reihe von Türmen und Baukörpern, umschlossen von einem Mauerring, bestand.
Nach dem Tod von Ibleto di Challant 1409 gingen Burg und Lehen von Issogne an seinen Sohn, François de Challant, über, der 1424 vom Haus Savoyen den Titel eines Grafen Challant erhielt. François de Challant aber hatte keine männlichen Nachkommen und nach seinem Tod 1442 entwickelte sich ein Erbfolgestreit zwischen seiner Tochter Caterina und seinem Vetter Jacques de Challant-Aymavilles. Nach Jahren des Streites musste Catherine 1456 ihre Besitzungen Jacques überlassen, der so der zweite Graf Challant und der neue Herr von Issogne wurde.

### Glanzzeit
Um 1480 beauftragte Louis de Challant, Sohn von Jacques de Challant-Aymavilles, weitere Arbeiten an der Burg, aber der größte Teil der Bereinigung wurde unter Prior Georges de Challant-Varey, einem Vetter von Louis de Challant, durchgeführt, dem nach dessen Tod die Vormundschaft von dessen minderjährigen Söhnen, Philibert und Charles, aus dessen Ehe mit Marguerite de la Chambre übertragen wurde. Unter Georges de Challant-Varey wurden die Verbindungsbauten zwischen den vorhandenen Gebäuden erstellt, die so einen einzigartigen Palast in Hufeisenform entstehen ließen, der einen weiten Innenhof umschloss. Aus dieser Zeit stammen auch die Verzierungen der Vorhalle, die den Hof umgibt, die Kapelle, der Garten und der berühmte Granatapfelbrunnen mit hohem symbolischen Wert.
In seiner Glanzzeit beherbergte die Burg auch illustre Gäste, wie Kaiser Sigismund auf seiner Rückreise nach Deutschland 1414 oder König Karl VIII. von Frankreich 1494.
Nach dem Tod von Georges de Challant 1509 und dem Ende der Arbeiten wurde Philibert de Challant der neue Herr von Issogne und passte die Burg seinen eigenen Bedürfnissen und denen seiner Gattin, Louise d’Aarberg, und seines Sohnes René an. Unter der Herrschaft von René de Challant erreichte die Burg ihren höchsten Glanz und die Funktion eines reichen und raffinierten Hofes.

### Niedergang und Wiederaufstieg

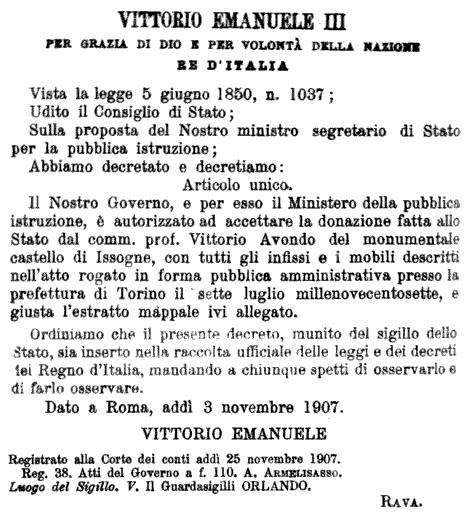
Kopf des königlichen Dekrets Nr. 281 vom 28. November 1907, publiziert in der Gazzetta Ufficiale del Regno d’Italia, das die Annahme der Spende von Vittorio Avondo an das Schloss Issogne autorisierte

Nachdem René de Challant bei seinem Tod 1565 keine männlichen Erben hinterließ, fielen seine Besitzungen an Giovanni Federico Madruzzo (frz. Jean-Frédéric de Madruce), der dessen Tochter Isabelle geheiratet hatte. Dies beschwor einen Erbkonflikt zwischen der Familie Madruzzo und den Vettern von Isabelle aus der Familie Challant herauf, der sich länger als ein Jahrhundert hinzog.
Zwischenzeitlich gehörten die Herrschaft von Issogne und ihre Burg den Madruzzos, danach den Lenoncourts und schließlich 1693 Cristina Maurizia del Carretto aus Balestrino.
1696 aber endete der Streit zwischen den Nachkommen der Madruzzos und der Challants endgültig und Cristina Maurizia musste Issogne an die Familie Challant zurückgeben.
1802 starb mit dem Tod von Jules-Jacinthe de Challant die erste Besitzerfamilie der Burg aus, die schon Jahre vorher aufgegeben worden war, eine Zeit starken Verfalls in der sie all ihrer Einrichtung beraubt wurde. 1872 war Marius de Vautheleret, der damalige Besitzer, gezwungen, die Burg versteigern zu lassen, und so kaufte sie der Turiner Maler Vittorio Avondo, der sich um die Restaurierung kümmerte und sie wieder mit dem originalen Mobiliar ausstatten ließ (das er auf dem Antiquitätenmarkt erworben hatte) oder zumindest mit Kopien alten Möbel. 1907 stiftete Avondo die Burg dem italienischen Staat und 1948 wurde sie schließlich Eigentum der Region Aostatal.
Die Burg ist heute im Rahmen geführter Touren öffentlich zugänglich.

## Beschreibung
Von außen erscheint die Burg als befestigte Wohnstatt von eher unscheinbarem Aussehen, ohne besondere Verzierungen oder Fresken und mit Ecktürmen, die nur wenig höher sind als der Rest der Gebäude. Sie liegt mitten in der Siedlung Issogne.
Die Burg hat einen rechteckigen Grundriss; drei Seiten nimmt das Gebäude selbst ein, die vierte ein Garten im italienischen Stil, der durch eine einfache Mauer begrenzt wird.

### Innenhof und Vorhalle

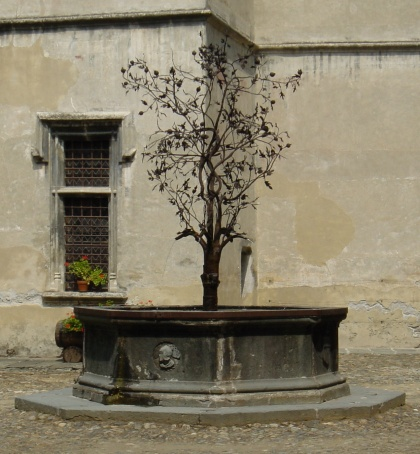
Detail des Granatapfelbrunnens im Innenhof der Burg

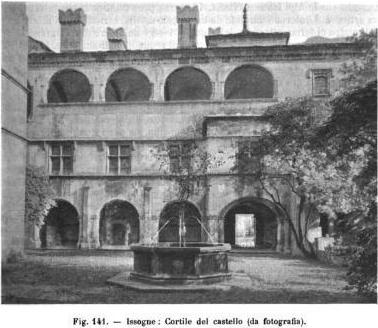
Foto des Innenhofes vom Anfang des 20. Jahrhunderts: Neben dem Brunnen sieht man die Vorhalle (Erdgeschoss) und die Loggia (2. Obergeschoss)

Der Innenhof ist von drei Seiten vom Gebäude umschlossen und der Garten ist eine der inspirierendsten Umgebungen der Burg. Er war früher durch das Tor zugänglich, das sich auf den Dorfplatz hinaus öffnet und unter die Vorhalle führt, aber heute wird aus praktischen Gründen nur noch der Nebeneingang auf der Westseite genutzt der draußen auf eine weite Wiese führt.
Auf den Fassaden, die zum Innenhof hin zeigen, findet sich der sogenannte „Mirroir pour les enfants de Challant“ (dt.: Spiegel für die Kinder der Challants), eine Reihe von auf Fresken dargestellter Wappen, die verschiedene Zweige der Familie Challant und die wichtigsten mütterlichen Allianzen des Hauses darstellen, um die Aufzeichnungen zu bewahren und sie an künftige Generationen weiterzugeben. Die Gartenmauer dagegen ist mit einfarbigen Zeichnungen von Weisen und Helden der Antike verziert, die allerdings fast schon nicht mehr sichtbar sind.
In der Mitte des Innenhofes findet sich der bekannte Granatapfelbrunnen, eine achteckige Steinwanne, aus der sich Granatapfelbaum ganz aus Schmiedeeisen erhebt, aus dem Wassersprudel entspringen. Eigenartigerweise zeigt der Baum Granatapfelfrüchte, aber das Blattwerk stammt – vielleicht aus symbolischen Gründen, die der Künstler zeigen wollte – von einer anderen Pflanze: Der Eiche. Den Brunnen ließ vermutlich Georges de Challant als Hochzeitsgeschenk für sein Mündel Philibert de Challant mit Louise d’Aarberg 1502 errichten und er hat, wie gesagt, einen hohen symbolischen Wert: Er wollte die Fruchtbarkeit und die Einheit der Familie, gezeigt durch den Granatapfel mit seinen aus vielen Kernen zusammengesetzten Früchten, mit der Kraft und dem Alter, symbolisiert durch die Eiche, vereinen. Zwischen den Granatapfel-Eichenzweigen sind auch winzige Drachen, ebenfalls aus Schmiedeeisen und sehr schwierig zu finden, eingefügt.

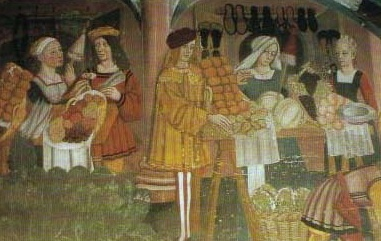
Detail des Freskos der Marktlünette unter der Vorhalle

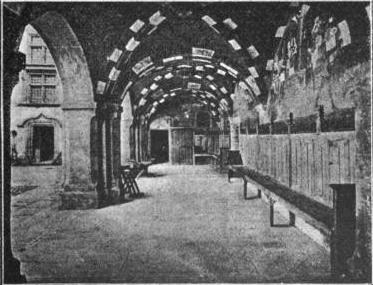
Inneres der Vorhalle, ausgestattet mit Wandbänken aus Holz und Lünetten mit Fresken auf einem Foto von 1898

Auf der Ostseite des Innenhofes liegt eine Vorhalle mit Rundbogenarkaden und Kreuzgewölbedecke, unter der sich der Haupteingang zur Burg öffnet und von wo man auch ins Innere des Gebäudes eintritt. Die geometrische Verzierungen an den Rippen der Kreuzgewölbe sind typisch für die Kunst des 15. Jahrhunderts.
Die Lünetten der Vorhalle sind mit Fresken verziert, auf denen mit Realismus und Humor Kunsthandwerksläden und Szenen des täglichen Lebens aus dieser Zeit dargestellt sind, und stellen ein wichtiges ikonografisches Zeugnis der Epoche am Übergang vom 15. zum 16. Jahrhundert dar. Die Lünette der Wachmannschaft zeigt einige Soldaten, die an einer Tafel sitzen und zusammen mit einigen Prostituierten Karten oder Backgammon spielen wollen, während ihre Waffen und Rüstungen (Harnische, Armbrüste und Hellebarden) an einem Gestell vor der Wand aufgehängt sind. Der Bäcker schiebt das schon geknetete Brot in den Ofen und der Metzger dreht den Spieß, während eine Katze versucht, das Fleisch zu stibitzen. In der Schneiderei werden Stoffstücke vermessen und geschnitten, während in den Regalen hinter dem Apotheker zahlreiche Gefäße mit Medizinalien und andere Medikamente abgebildet sind. Die Marktlünette zeigt ein übervolles Angebot an Obst und Gemüse mit zahlreichen Kunden und Verkäufern in Kleidern der damaligen Zeit. Auf der Lünette des Feinkostgeschäftes sind schließlich einige Käseformen in Fontinaform abgebildet, was als älteste Abbildung der traditionellen Käse des Aostatals gilt. Diese Fresken haben über ihre ästhetische Funktion hinaus vermutlich auch eine feierliche Bedeutung; sie wollen den Überfluss und den Frieden zeigen, den man dank der Macht des Burgherrn erhielt. Der gesamte Zyklus wird einem Künstler zugeschrieben, der wegen eines Graffito in der Lünette der Wachabteilung, das einen „Magister Collinus“ als Autor dieses Werkes angibt, unter dem Namen ‚‘Maître Colin‘‘ bekannt ist. Auch die Fresken in der Kapelle im ersten Obergeschoss der Burg werden diesem Künstler zugeschrieben.

### Erdgeschoss

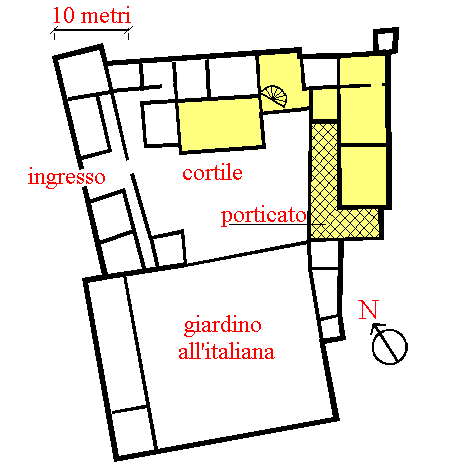
Grundriss des Erdgeschosses der Burg. Die zu besichtigenden Räume sind in gelb markiert.

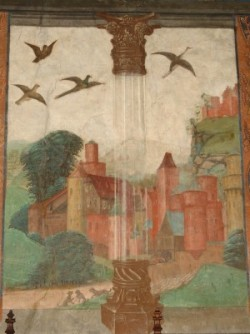
Detail einer der Fresken des Gerichtssaales

Die Burg hat insgesamt etwa 50 Räume, von denen nur etwa 10 im Rahmen einer Führung zu besichtigen sind. Eine Tür unter der Vorhalle führt zum Speisesaal mit Gewölbedecke, ausgestattet mit Möbeln aus dem 19. Jahrhundert, die Vittorio Avondo auf Basis von Modellen aus der Renaissance anfertigen ließ. Der Speisesaal war mit der Küche durch eine Serviceklappe verbunden. Die Küche ist durch ein Holzgitter zweigeteilt, wodurch zwei separate Räume entstehen, die vermutlich für die Zubereitung unterschiedlicher Arten von Speisen gedacht waren. Der größere Teil, der an den Speisesaal anschließt, ist mit einem großen Kamin und einem Herd versehen, wogegen der kleinere Teil einen kleineren Kamin und eine Spüle hat.
Auf der Nordseite, anschließend an die Treppe, die zum Obergeschoss führt, findet sich der sogenannte „Gerichtssaal“ oder „untere Saal“, der wichtigste Repräsentationsraum der Burg. Es ist ein großer, rechteckiger Saal, dessen Wände vollständig mit Fresken verziert sind: Eine falsche Loggia, die von Marmor-, Alabaster- und transparenten Kristallsäulen gestützt wird, enthält Jagdszenen, Szenen des höfischen Lebens und nordische Landschaften. Die Ausschmückung kulminiert mit dem Urteil des Paris, als der der Auftraggeber des Werkes, Georges de Challant, abgebildet ist. Die Fresken des Saales, die vermutlich vor dem Tod von Georges de Challant 1509 fertiggestellt wurden, werden dem Meister von Wuillerine, einem Künstler aus der französisch-flämischen Schule, zugeschrieben, wie man an den stark geneigten Dächern in den Landschaften und den Schaufelmühlen, wie sie für nordeuropäische Länder typisch sind, ablesen kann. Er war auch der Urheber eines Ex-Voto für die Stiftskirche des Heiligen Ursus in Aosta. Die Decke besteht aus Holz, ihre Tragbalken blieben sichtbar und entlang der Wände an den Längsseiten sind geschnitzte Chorgestühle angebracht, Kopien aus dem 19. Jahrhundert der Renaissance-Originale, die im Museo Civico d’Arte Antica in Turin stehen. An der Rückwand des Saales liegt ein Steinkamin, der mit einem Greif und einem Löwen verziert ist, die das Wappen der Challants stützen.
Die anderen Räume des Erdgeschosses, die nicht zu besichtigen sind, beherbergten die Speisekammer, die Räume der Küchenbediensteten und des Apothekers, die Gefängnisse, den Pilgersaal und den Saal des Falkners, sowie die Räume der Wachabteilung und andere Diensträume.

### Erstes Obergeschoss

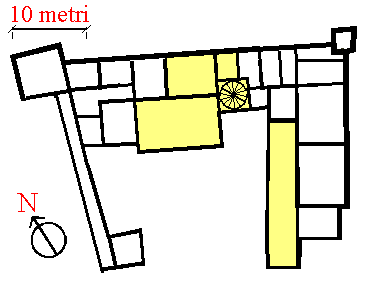
Grundriss des ersten Obergeschosses der Burg. Die zu besichtigenden Räume sind in gelb markiert.

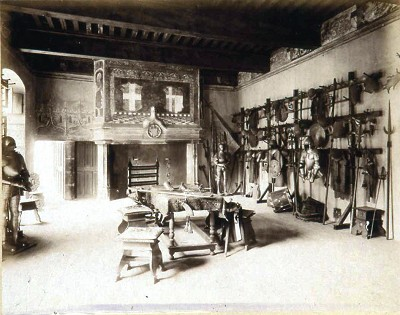
Die Waffenkammer auf einem Foto von 1887 von Vittorio Ecclesia

Das erste Obergeschoss der Burg war für die Zimmer der Burgherren reserviert und auch Vittorio Avondo, der die Burg im 19. Jahrhundert erworben hatte, nutzte diese Räume für private Wohnstatt. Man gelangt dorthin über eine steinerne Wendeltreppe anschließend an den „Gerichtssaal“ entweder von den Räumen des Erdgeschosses oder direkt vom Innenhof aus. Die Treppe besteht aus einer Reihe von trapezförmigen Steinstufen mit größerer Basis, die außen ins Mauerwerk eingelassen sind und innen von zylindrischen Elementen gestützt werden. Diese zylindrischen Elemente überlappen einander vertikal und bilden so eine zentrale Säule, die der Treppe eine größere Steifigkeit verleiht. Die Decke des Treppenraumes wird durch die sichtbaren Unterseiten der Stufen gebildet und erweckt so den Eindruck eines durchgehenden Bandes, das sich zeigt, wenn man die Treppe hinaufgeht.
Eines der ersten Zimmer, auf das man trifft, wenn man die Treppe hinaufsteigt, ist die sogenannte „Schlafkammer der Marguerite de La Chambre“, das erste Privatzimmer der Marguerite de La Chambre, Gattin von Luigi di Challant, und später das der Mencia di Braganza, Gattin von René de Challant. Der Raum hat eine Holzdecke mit sichtbaren Tragebalken. Oben an den Wänden finden sich zwischen einigen der Deckenbalken einige Fresken mit dem Wappen von Marguerite de La Chambre. Die hauptsächliche Einrichtung des Zimmers besteht aus einem großen, steinernen Kamin und einem Himmelbett, einer Kopie aus dem 19. Jahrhundert eines Originals aus der Burg Ussel.

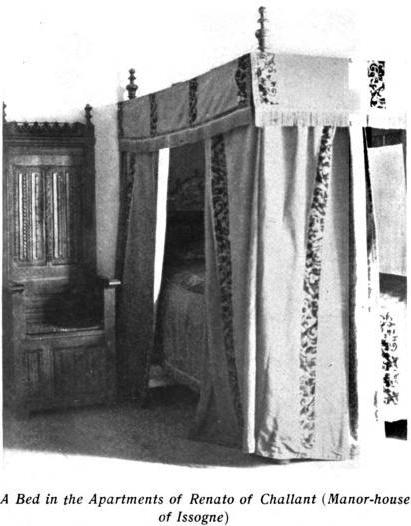
Die Schlafkammer von Renato di Challant auf einem Foto von 1910 von Felice Ferrero

Neben der Schlafkammer befindet sich der private Gebetsraum der Marguerite de La Chambre, ein kleiner, quadratischer Raum mit Kreuzgewölbedecke. Der Gebetsraum ist vollständig mit Fresken bedeckt, die Mariä Aufnahme in den Himmel und die Martyrium der Heiligen Katharina und der Heiligen Margarete darstellen. Auf einer dieser Fresken ist Marguerite de La Chambre selbst im Gebet zusammen mit ihren beiden Schwiegertöchtern und ihren drei Töchtern abgebildet. Der gesamte Zyklus wurde 1936 neu gemalt.

Die Kapelle auf einem Foto von Vittorio Ecclesia

Anschließend an die Schlafkammer von Marguerita de La Chambre und zugänglich von der Treppe aus liegt ein großer, rechteckiger Saal mit Holzdecke, der in der Inventarliste, die 1565, nach dem Tod von Renato die Challant erstellt wurde, als „Chambre de Savoie“ (dt.: Savoyenzimmer) bezeichnet wird. An der Rückwand des Saales befindet sich ein großer, steinerner Kamin, auf dem das Wappen des Hauses Savoyen abgebildet ist – daher der ursprüngliche Name des Saales – sowie die Verbindung der Wappen der Familien Challant und La Palud in Erinnerung an die Ehe von Amédée de Challant Verey und Anne de La Palud, den Eltern des Priors Georges de Challant. Der Saal ist derzeit entsprechend der Bereinigung von Vittorio Avondo im 19. Jahrhundert eingerichtet, der dort seine Sammlung von alten Waffen und Rüstungen untergebracht hat; daher wird er „Waffenkammer“ genannt. Die Ausstattung komplettiert eine Reihe von Möbeln, Kopien aus dem 19. Jahrhundert von spätgotischen Originalen.
Der letzte zu besichtigende Raum des ersten Obergeschosses ist die Kapelle, die im Ostflügel der Burg oberhalb der Vorhalle im Erdgeschoss liegt. Es handelt sich um einen langen, schmalen Raum mit einer Reihe von Kreuzgewölben als Decke, die ihn in fünf Joche unterteilen. Ein Holztor unterteilt den Raum in zwei Teile und trennt so vermutlich den für die Burgherren reservierten Teil von dem von der Dienerschaft genutzten. Das hölzerne Chorgestühl, das sich an die Wände anlehnt, ist eine Kopie aus dem 19. Jahrhundert, die Vittorio Avondo anfertigen ließ, wogegen der Flügelaltar der ursprünglich in der Burg vorhandene vom Anfang des 16. Jahrhunderts ist, den Avondio auf dem Antikmarkt wieder erwarb, nachdem von den vorherigen Besitzern der Burg verkauft worden war. Die Flügel des Altarbildes und die Fresken der Kapelle, auf den Szenen aus der Weihnachtsgeschichte, die Propheten, die Apostel und die Kirchenlehrer abgebildet sind, werden Maître Colin zugeschrieben, dem Künstler, der die Lünetten der Vorhalle im Innenhof schuf und der auch an der Ausschmückung des Ursuskollegs in Aosta, in dem Georges de Challant Prior war, gearbeitet hat.
Unter den nicht zu besichtigenden Räumen in diesem Geschoss sind die Zimmer und Flure von René de Challant, seiner beiden Töchter Philiberte und Isabelle, des Kardinals Madruzzo (Onkel von Giovanni Federico Madruzzo, dem Gatten von ‚‘Isabelle de Challant‘‘) und die Loggia.

### Zweites Obergeschoss

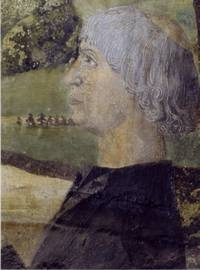
Porträt von Georges de Challant im Oratorium im zweiten Obergeschoss der Burg

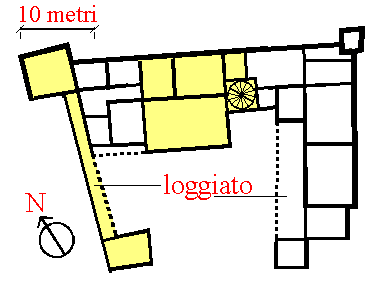
Grundriss des zweiten Obergeschosses der Burg. Die zu besichtigenden Räume sind in gelb markiert.

In das zweite Obergeschoss kommt man, wenn man weiter die steinerne Wendeltreppe hinaufsteigt. Über den Räumen von Marguerite de La Chambre sind dort die Räume von Georges de Challant untergebracht. Die Schlafkammer von Georges de Challant, auch „des heiligen Mauritius“ genannt, weil ihre Kassettendecke mit den Kreuzen des Ritterordens der Heiligen Mauritius und Lazarus dekoriert ist, ist in derselben Art wie die darunter liegende Schlafkammer der Marguerite de La Chambre eingerichtet und enthält ein Himmelbett aus dem 16. Jahrhundert sowie einen niedrigen Schrank und einen Sitz aus dem 19. Jahrhundert, die Avondo in spätgotischem Stil anfertigen ließ. Dieses Zimmer wurde mit einem großen, steinernen Kamin, der mit dem Wappen von Georges de Challant, getragen von einem Greif und einem Löwen, beheizt.
Von der Schlafkammer von Georges de Challant gelangt man zu seinem privaten Gebetsraum, das über dem von Marguerite de La Chambre angeordnet ist. Auch in diesem Falle handelt es sich um einen kleinen, quadratischen Raum, der durch ein Kreuzgewölbe gedeckt und vollständig mit Fresken ausgeschmückt ist. Die Fresken, das Werk eines unbekannten Künstlers, der vielleicht von jenseits der Alpen kam und auch die Fresken im Oratorium von Marguerite de La Chambre gestaltete, stellen eine Kreuzigungsszene, die Pietà und Kreuzabnahme Jesu dar. Georges de Challant, der Auftraggeber des Werkes, ist kniend zu Füßen des Kreuzes dargestellt. Wie andere Gemälde in der Burg wurden auch die Fresken in diesem Oratorium bei der Restaurierung 1936 nachgemalt.
Von der Haupttreppe aus gelangt man in den sogenannten „Saal des französischen Königs“, der anschließend an die Räume von Georges de Challant über der Waffenkammer liegt. Sein Name müsste davon abgeleitet sein, dass er einst den französischen König Karl VIII. während dessen Reise durch Italien im Jahre 1494 beherbergte. Im 16. Jahrhundert war dies die eheliche Schlafkammer von Renato di Challant und seiner Gattin Mencia.

Der Saal des französischen Königs auf einem Foto von Vittorio Ecclesia

Der Raum hat eine hölzerne Kassettendecke und einen offenen Kamin, der mit den Lilien des französisch-königlichen Wappens dekoriert ist. Das Zimmer ist mit Möbeln ausgestattet, die Avondo teilweise wiedergefunden hatte, wie z. B. das Himmelbett mit den Wappen der Challant-Aymavilles, das von einem Bauern aus Ussel gekauft und teilweise im 19. Jahrhundert aufgearbeitet wurde.
Vorbei am „Saal des französischen Königs“ gelangt man über eine Reihe von Aufhebungen das „Turmzimmer“, das an der Nordwestecke im ältesten Teil der Burg liegt. Die verschiedenen Fenster des Zimmers gewähren gleichzeitig Blicke auf die Burgen von Arnad, Verrès und Villa in Challand-Saint-Victor und vermutlich wurde dieser Raum als Signalturm genutzt. Bei Gefahr konnten die Burgherren in das besser zu verteidigende Schloss Verrès fliehen.
Um den letzten in diesem Stockwerk zu besichtigenden Raum zu erreichen, muss man über eine durch ein Kreuzgewölbe gedeckte Loggia gehen. Der Raum befindet sich im äußersten Südwesten der Burg und in der Inventarliste von 1565 wird er „Schlafkammer des Kaisers“ genannt, vermutlich, weil dort 1414 Kaiser Sigismund weilte. Heute heißt der Raum „Schlafkammer der Gräfin“ nach Gräfin Isabelle de Challant, der Tochter von René de Challant und Mercia di Braganza. Dort findet sich ein Bett aus dem 16. Jahrhundert Tiroler Ursprung sowie anderes Mobiliar aus dem 14. Jahrhundert, das Avondo herbeischaffte, und ein steinerner Kamin mit dem Wappen von Georges de Challant.
Im Ostflügel der Burg gibt es eine weitere Loggia mit Kreuzgewölbe, die allerdings nicht zu besichtigen und mit der Kapelle, einigen Zimmern und Zwischenräumen, sowie den Treppen zum Dachgeschoss der Burg verbunden ist. Nach einer Legende erscheint auf dieser Loggia in Mondnächten der Geist von Bianca Maria Gaspardone, der ersten Gattin des Burgherrn von Issogne, René de Challant, die einige Monate nach der Hochzeit floh, weil sie sich während der langen Abwesenheit ihres Gatten langweilte. Bianca Maria wurde in der Folge wegen der Ermordung ihres Geliebten, Ardizzino Valperga, zum Tode verurteilt und 1526 in Mailand hingerichtet.

## Die Graffiti
Eine der Besonderheiten des Schlosses Issogne ist neben den berühmten Fresken und dem Granatapfelbrunnen die große Anzahl an Graffiti, die im Laufe der Jahrhunderte von den Besuchern und Gästen der Burg, der Dienerschaft oder Burgbewohnern selbst hinterlassen wurden. Sie blieben dank der Tatsache erhalten, dass die Burg nie tiefgreifende Veränderungen erfahren hat, und sind Zeugen des täglichen Lebens, das sich um das Herrenhaus herum ereignete. Diese Graffiti, mithilfe von Metallspitzen tief in die Wände eingeritzt, findet man in der ganzen Burg, aber besonders in der Vorhalle im Innenhof, in den Gängen und in den Gewänden der Türen und Fenster sind sie vorhanden. Insgesamt sind mehr als 600 inschriftliche Graffiti in fünf Sprachen (Spanisch, Italienisch, Französisch, Lateinisch und Deutsch) zu finden, meist in die Fresken eingeritzt. Dem Schloss Issogne scheint daher „jene Bedeutung für die Frühneuzeit zuzukommen, die Pompeji bezüglich der Graffiti für die Antike einnimmt“.
Die Kritzeleien sind hauptsächlich in Französisch, lateinisch oder italienisch und darunter finden sich traurige Kommentare von Besuchern, wenn diese die Burg verlassen mussten, Betrachtungen über das Leben und das Geld, Geständnisse von Liebenden und neckische Kommentare. Die mit Fresken verzierten Lünetten der Vorhalle zeigen neben der Signatur des Malers Maître Colin Kommentare über den einen oder anderen der abgebildeten Berufe, wogegen man in der Galerie zu den Räumen der Gräfin das Epitaph über den Tod von Graf René de Challant „XI iulii 1565 / obiit Renatus / comes de Challant“ und Zeugnisse der Traurigkeit am Jahrestag des Ereignisses lesen kann.

## Sonstiges
Anlässlich der Landesausstellung (Esposizione Generale Italiana) 1884 in Turin wurde die Kopie einer mittelalterlichen Siedlung mit Burg aufgebaut, die u. a. von Alfredo d’Andrade und Vittorio Avondo gestaltet und umgesetzt wurde. Als Vorlage für einige Räume der Burg dienten die Küche und der „Saal des französischen Königs“ des Schlosses Issogne. Eine Kopie des bekannten Granatapfelbrunnens wurde auf dem Dorfplatz der Siedlung aufgebaut.